# Оржівська селищна рада
Оржівська се́лищна ра́да — орган місцевого самоврядування в Рівненському районі Рівненської області. Адміністративний центр — селище міського типу Оржів.

## Загальні відомості
- Оржівська селищна рада утворена в 1959 році.
- Територія ради: 8,952 км²
- Населення ради: 3 961 особа (станом на 1 січня 2011 року)
- Територією ради протікає річка Горинь, Устя.

## Населені пункти
Селищній раді підпорядковані населені пункти:
- смт Оржів

## Склад ради
Рада складається з 22 депутатів та голови.
- Голова ради: Кидун Галина Йосипівна
- Секретар ради: Мінченко Світлана Григорівна

### Керівний склад попередніх скликань
| Прізвище, ім'я, по батькові | Основні відомості                                                | Дата обрання | Дата звільнення |
| --------------------------- | ---------------------------------------------------------------- | ------------ | --------------- |
| Бобровнік Юрій Геннадійович | Селищний голова, 1965 року народження, безпартійний              | 26.03.2006   | 31.10.2010      |
| Кидун Галина Йосипівна      | Селищний голова, 1959 року народження, освіта вища, безпартійний | 31.10.2010   |                 |

Примітка: таблиця складена за даними сайту Верховної Ради України

### Депутати
За результатами місцевих виборів 2010 року депутатами ради стали:

#### За суб'єктами висування
| Суб'єкт висування | Кількість обраних депутатів | %  |
| ----------------- | --------------------------- | -- |
| Самовисування     | 16                          | 80 |
| Народна партія    | 4                           | 20 |

#### За округами
| № округу       | Прізвище, ім'я, по батькові         | Дата визнання обраним | Освіта             | Партійна приналежність           | Відомості про обраного депутата                                                    |
| -------------- | ----------------------------------- | --------------------- | ------------------ | -------------------------------- | ---------------------------------------------------------------------------------- |
| Народна Партія |                                     |                       |                    |                                  |                                                                                    |
| 3              | Шершун Леонід Євгенійович           | 04.11.2010            | вища               | член Народної партії             | Клеванське лісництво, начальник дільниці                                           |
| 6              | Кушнірук Раїса Степанівна           | 04.11.2010            | вища               | позапартійна                     | ВУЖКГ, контролер                                                                   |
| 8              | Колосок Олена Вікторівна            | 04.11.2010            | вища               | позапартійна                     | Оржівська селищна рада, секретар                                                   |
| 11             | Нестерчук Світлана Олексіівна       | 04.11.2010            | незакінчена вища   | позапартійна                     | Оржівський будинок культури, директор                                              |
| Самовисування  |                                     |                       |                    |                                  |                                                                                    |
| 1              | Кидун Олександр Анатолійович        | 04.11.2010            | вища               | член Української Народної Партії | приватний підприємець                                                              |
| 2              | Калигін Віталій Анатолійович        | 04.11.2010            | середня            | позапартійний                    | Рівне — трансбуд, робітник                                                         |
| 4              | Бондар Наталія Сильвестрівна        | 04.11.2010            | середня спеціальна | позапартійна                     | Оржівська амбулаторія загальної практики — сімейної медицини, лаборант             |
| 5              | Мінченко Світлана Григорівна        | 04.11.2010            | середня спеціальна | позапартійна                     | ТОВ «ОДЕК Україна», робітниця                                                      |
| 7              | Прачковський Володимир Григорович   | 04.11.2010            | вища               | позапартійний                    | ТОВ «ОДЕК Україна», механік по ремонту обладнання                                  |
| 9              | Городний Федір Петрович             | 04.11.2010            | середня            | позапартійний                    | пенсіонер                                                                          |
| 10             | Бялковський Олександр Станіславович | 04.11.2010            | вища               | позапартійний                    | ТОВ «ОДЕК Україна», заступник директора по виробництву                             |
| 12             | Андріюк Наталія Олексіївна          | 04.11.2010            | вища               | позапартійна                     | відпустка по догляду за дитиною                                                    |
| 13             | Ілючок Юрій Петрович                | 04.11.2010            | середня            | позапартійний                    | ТОВ «ОДЕК Україна», слюсар                                                         |
| 14             | Новак Галина Андріївна              | 04.11.2010            | середня            | позапартійна                     | ТОВ «ОДЕК Україна», робітниця                                                      |
| 15             | Янчук Ольга Іполитівна              | 04.11.2010            | вища               | позапартійна                     | Оржівський селищний центр соціальних служб для сім"ї, дітей та молоді, директор    |
| 16             | Майструк Зоряна Миколаївна          | 04.11.2010            | середня спеціальна | позапартійна                     | ТОВ «ОДЕК Україна», старший майстер                                                |
| 17             | Колода Олена Анатоліївна            | 04.11.2010            | вища               | позапартійна                     | Оржівський навчально-виховний комплекс «Школа-колегіум», вчитель початкових класів |
| 18             | Ралець Валентина Євгенівна          | 04.11.2010            | середня спеціальна | позапартійна                     | ТОВ «Олісма», робітниця                                                            |
| 19             | Каспришен Юрій Миколайович          | 04.11.2010            | вища               | позапартійний                    | ТОВ «ОДЕК Україна», електромонтер                                                  |
| 20             | Бочаров Василь Степанович           | 04.11.2010            | вища               | позапартійний                    | в/ч А4559, майор                                                                   |